# Коад
Коад (фр. Cohade) насеље је и општина у централној Француској у региону Оверња, у департману Горња Лоара која припада префектури Бријуд.
По подацима из 2011. године у општини је живело 822 становника, а густина насељености је износила 82,28 становника/km². Општина се простире на површини од 9,99 km². Налази се на средњој надморској висини од 406 метара (максималној 459 m, а минималној 405 m).

## Демографија
| 1962. | 1968. | 1975. | 1982. | 1990. | 1999. | 2011. |
| ----- | ----- | ----- | ----- | ----- | ----- | ----- |
| 381   | 381   | 400   | 518   | 591   | 653   | 822   |

График промене броја становника у току последњих година